# Andrzej Wojciechowski (samorządowiec)
Andrzej Zdzisław Wojciechowski (ur. 14 sierpnia 1942 w Poznaniu) – polski samorządowiec, w latach 2002–2010, a wcześniej od 1994 do 1998 burmistrz Goleniowa. W latach 1998–2002 pierwszy starosta powiatu goleniowskiego, w latach 1990–1994 wójt Stepnicy. Był także naczelnikiem Goleniowa (w latach 1981–1990) oraz naczelnikiem Stepnicy (1975–1981).

## Życiorys
Ukończył szkołę muzyczną w klasie fortepianu. W 1965 roku ukończył geografię ekonomiczną na Uniwersytecie Adama Mickiewicza w Poznaniu, a także studia podyplomowe na Wydziale Architektury Politechniki Szczecińskiej z zakresu planowania przestrzennego oraz studia podyplomowe z administracji na Wydziale Prawa UAM. Od 1965 do 1968 kierował Wydziałem Zatrudnienia w Prezydium Powiatowej Rady Narodowej w Goleniowie. Następnie do 1975 roku był przewodniczącym Powiatowej Komisji Planowania w Prezydium Powiatowej Rady Narodowej w Goleniowie.

### Działalność polityczna
W 1975 roku powołano go na stanowisko naczelnika Stepnicy, którym pozostał do 1981 roku. Następnie do 1990 roku był naczelnikiem miasta i gminy Goleniów. W tym samym roku został wybrany wójtem Stepnicy, stanowisko to pełnił do 1994 roku, kiedy to został wybrany burmistrzem Goleniowa, stanowisko to pełnił do 1998 roku. 
W 1998 roku został pierwszym starostą powiatu goleniowskiego. W wyborach samorządowych w 2002 roku ponownie wybrano go burmistrzem Goleniowa, uzyskał mandat w drugiej turze wyborów kandydując z ramienia KWW Gmina dla Obywatela, otrzymał 5315 głosów (74,94%) i zwyciężył z Andrzejem Lewekiem. W wyborach w 2006 roku uzyskał reelekcję na funkcji burmistrza, uzyskał wówczas 7585 głosów (72,74%). W 2010 roku zapowiedział, że nie będzie się ubiegał o reelekcję jako burmistrz, wyraził następnie poparcie dla ówczesnego wiceburmistrza – Krzysztofa Zajki. W wyborach samorządowych w tym samym roku kandydował z list KWW Niezależni Razem do rady miasta Goleniowa; został wybrany radnym uzyskując 424 głosy (12,48%). 14 grudnia na funkcji burmistrza zastąpił go Robert Krupowicz. W 2014 roku uzyskał reelekcję jako radny gminy otrzymując 284 głosy. Po wyborach został wybrany wiceprzewodniczącym rady. W 2016 roku zapowiedział przejście na emeryturę.

## Odznaczenia i wyróżnienia
- Krzyż Kawalerski Orderu Odrodzenia Polski[12]
- Złoty Krzyż Zasługi[12]
- Srebrny Krzyż Zasługi[12]
- Brązowy Krzyż Zasługi[12]
- Odznaka Honorowa Gryfa Pomorskiego[12]
- Odznaka Honorowa Za Zasługi dla Samorządu Terytorialnego (2015)[13]

## Upamiętnienie
- W 2010 roku przed Urzędem Miasta i Gminy Goleniów został ustawiony pomnik poświęcony Wojciechowskiemu[14]
- W 2013 roku Rada Miasta Goleniowa nadała mu tytuł "Zasłużony Mieszkaniec Gminy Goleniów"[12]